# پل هاگن
پل هاگن (انگلیسی: Paul Hagen؛ ‏ ۱۹ مارس ۱۹۲۰ – ۱۹ مهٔ ۲۰۰۳) بازیگر و خواننده اهل دانمارک بود.
از فیلم‌ها یا برنامه‌های تلویزیونی که وی در آن نقش داشته‌است، می‌توان به دختران هم‌رزم، یکی در میان جمع، مأمور ۶۹ ینسن در برج قوس، مازورکای کنار تخت، بیا کنار تخت من، ملوانان کنار تخت، اولسن خلافکار روی خط راه‌آهن، السن خلافکار رفته‌است اشاره کرد.